# Слэнт
Слэнт (косой) — тип маршрута принимающего (англ. Wide receiver) в Американском футболе, когда принимающий бежит вперёд под углом примерно в 45 градусов в пространство между линейными команды защиты и лайнбекерами.
Обычно эта пасовая комбинация используется, когда корнербек или никельбек располагаются слишком далеко от принимающего, чтобы успеть помешать приёму при быстром пасе. Чаще всего подобные комбинации используется в Вест Кост нападении (англ. West Coast offense), где быстрые и точные броски являются основой успеха в атаке. Так же этот маршрут часто используется против защиты зоны «Ковер 2», в таких случаях бросок идёт в окно между сэйфти и корнербеком.
Этот маршрут эффективен и против зонного прикрытия, и против персонального, так какнаправлен на поиск свободного пространства в любой защитной схеме.